# Newington Forest (Virginie)
Newington Forest est une census-designated place située dans le comté de Fairfax, dans l’État de Virginie, aux États-Unis. Lors du recensement de 2020, elle comptait 12 957 habitants.